# Haraldsborg
Haraldsborg är en sedan länge förstörd borg vid Roskilde.
Haraldsborg anlades i början av 1100-talet av Harald Kesja, och intogs och brändes av Erik Emune 1133. Borgen återuppfördes på 1400-talet som en kunglig länsborg, men blev på nytt förstörd under grevefejden. På platsen för borgen, där inga lämningar idag är synliga ovan mark, har man funnit en skatt från början av 1100-talet, bestående av mynt och silverkärl, antagligen nedgrävd under borgens belägring.